# Les Jullien

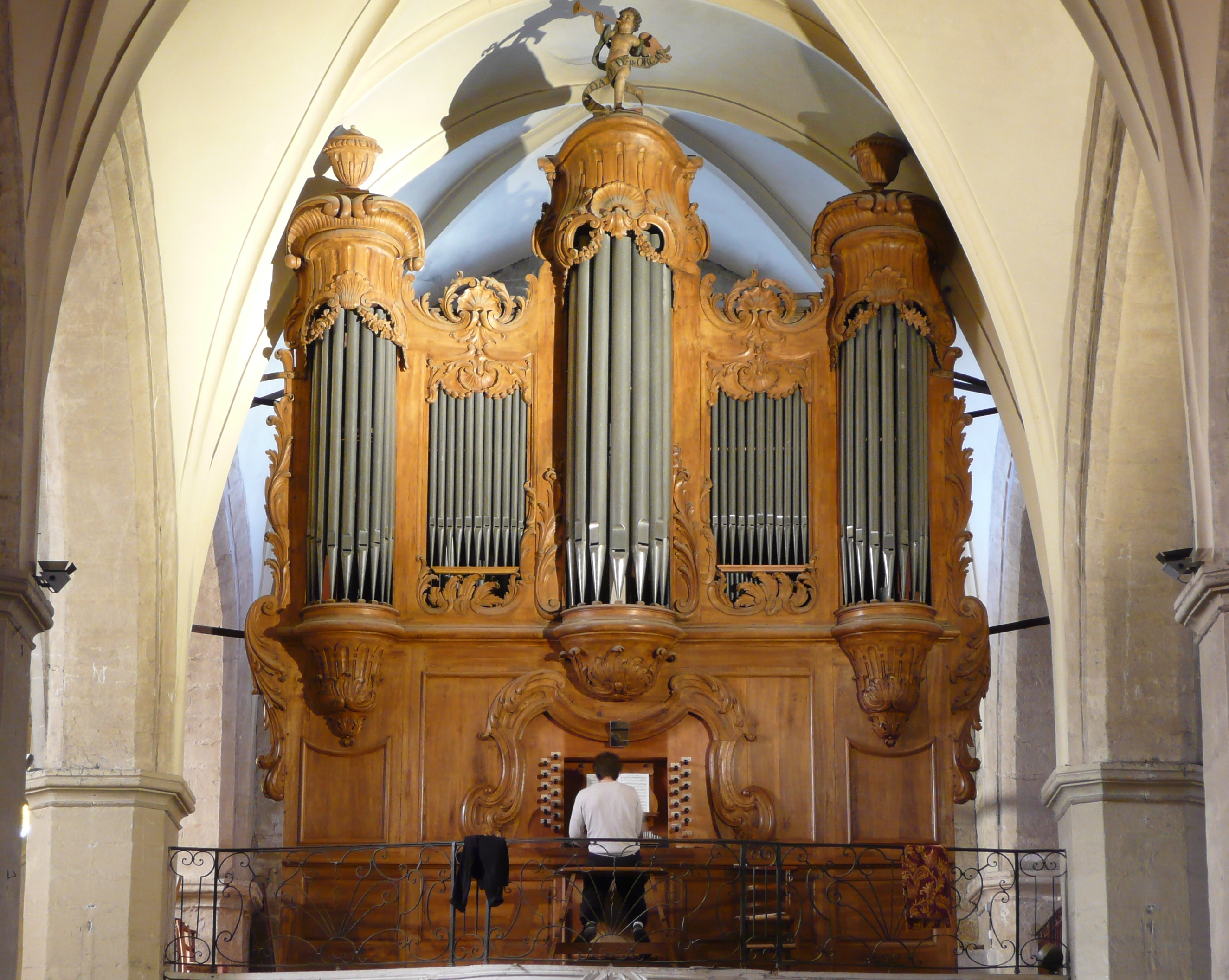
Roquemaure, collégiale St Jean-Baptiste

Les Jullien (parfois orthographié Julien) père & fils sont des organiers actifs en Provence durant la deuxième moitié du XVIIe siècle. 

## La saga familiale
Peut-être originaires du Comté de Nice au vu de la facture, très italianisante, de leurs tuyauteries, leur premier travail répertorié est dû au père, Anthoine (orthographe figurant dans le prix-fait de l'orgue du couvent des Cordeliers d'Avignon du 14 août 1690), pour la cathédrale de la Nativité-de-Marie de Vence en 1673. En 1675 Anthoine se retrouve à Arles, puis en 1684 à Saint-Laurent de Marseille où sa famille est établie.
Ses deux fils Barthélémy & Honoré sont surtout justement réputés pour avoir construit en 1690 l'orgue des Cordeliers à Avignon miraculeusement parvenu intact jusqu'à nos jours grâce à son transfert dans un buffet neuf à Roquemaure dans la collégiale Saint-Jean-Baptiste vers 1820 où il se trouve toujours (page sur cet orgue); orgue  Classé MH. À Avignon ils ont également construit en 1691 les orgues de la collégiale St Agricol (disparu) et de Notre-Dame-la-Principale (disparu). Ils ont intégré à leur art certains préceptes de la facture flamande probablement par l'intermédiaire de Charles Royer et la fréquentation des orgues de Pierre Marchand. Et c'est ainsi en partie grâce à eux et à leur heureuse synthèse italiano-nordique que l'Orgue Comtadin et Provençal se libère du schéma du Ripieno Italien, préparant ainsi le terrain pour la «Révolution Isnardienne» avec les monumentaux instruments de Jean-Esprit Isnard.

## Quelques compositions
Quelques compositions, au demeurant fort voisines:
- Vence (1673) Anthoine: un seul clavier avec Montre 8',Bourdon 8', Prestant 4', Flûte 4', Nazard 2'2/3, Doublette 2', Larigot 1'1/3, Fourniture III, Cymbale II, Cornet V.
- Avignon, St Agricol (1691) Barthélémy & Honoré: Montre 8', Bourdon 8', Prestant 4', Flûte 4', Nazard 2'2/3, Doublette 2', Flûte 2', Tierce 1'3/5, Larigot 1'1/3, Fourniture, Cymbale, Trompette 8', Voix Humaine 8', Cornet V; plus un demi-clavier de Cornet d'écho.
- Avignon, N.D. la Principale (1691) Barthélémy & Honoré: un seul clavier avec Bourdon 8', Montre 4', Flûte 4', Nazard 2'2/3, Doublette 2', Larigot 1'1/3, Fourniture III, Voix Humaine 8', Cornet V & Sesquialtera.

## Source
- Norbert Dufourcq, Le Livre de l'Orgue Français, tome III, la Facture, 2e partie, Picard  (ISBN 2-7084-0031-2).